# Learco Guerra
Learco Guerra (14 de outubro de 1902, San Nicolò Po, Mantua - 7 de fevereiro de 1963, Milão)foi um ciclista italiano. Atuou profissionalmente entre 1928 e 1943. Recebeu o apelido de "la locomotora humana".
Foi o vencedor do Giro d'Italia em 1934 .

## Classificação geral - Grand Tour
| Competição      | 1930 | 1931 | 1932 | 1933 | 1934 | 1935 | 1936 | 1937 |
| --------------- | ---- | ---- | ---- | ---- | ---- | ---- | ---- | ---- |
| Giro d'Italia   | —    | DNF  | 4    | DNF  | 1    | 4    | DNF  | DNF  |
| Tour de France  | 2    | —    | —    | 2    | —    | —    | —    | —    |
| Vuelta a España |      |      |      |      |      | —    | —    |      |

| —   | Não competiu |
| DNF | Não terminou |